# Caught In The Act
Caught In The Act (krátce nazývaná CITA) je napůl anglický, napůl holandský boyband. Caught In The Act byl založen nizozemským producentem gramofonů Ceese van Leeuwenem v roce 1992. V Nizozemsku nebyla kapela moc úspěšná, ale byla velmi populární v Německu, kde se objevila v telenovele Gute Zeiten, Schlechte Zeiten. Měli také úspěchy ve Skandinávii, Austrálii, Jižní Africe, Japonsku a jihovýchodní Asii. Jejich první hit v roce 1995, Love Is Everywhere, dosáhl číslo 8 ve Švýcarsku. Po třech studiových albech vydala skupina kompilaci jejich největších hitů nazvanou „We Belong Together: 6 years of success“. V roce 1998 se kapela rozpadla. V roce 2015 opět ohlásili comeback.